# Саммерс, Энди
Эндрю «Энди» Джеймс Саммерс (англ. Andrew «Andy» James Summers; 31 декабря 1942, Полтон-ле-Файлд, Ланкашир, Англия) — британский гитарист и композитор, известный по своей работе в группах The Police и The Animals.

## Биография

### Ранняя жизнь
Эндрю Джеймс Саммерс родился 31 декабря 1942 в городке Полтон-ле-Файлд, Ланкашир, Англия, в семье Морис и Жана Сомерсов. В юном возрасте, он переехал в Борнмут, Дорсет, учиться в школе Attended Summerbee School и взял в руки гитару в возрасте 14 лет. В 17 лет он играл в местных клубах. В подростковом возрасте он работал в Борнмутском музыкальном магазине, который часто посещал молодой Роберт Фрипп. Хотя Саммерс был, по существу-самоучка, когда он начал свою профессиональную музыкальную карьеру, он изучал классическую гитару в California State University в Нортридже в течение четырёх лет, до 1973 года.

### Карьера до The Police
Саммерс начал свою музыкальную карьеру в 1960-х, как гитарист ритм-энд-блюз группы Zoot Money’s Big Roll Band, и в её последующием вополощение психоделического периода, Dantalian’s Chariot. В 1968 году Саммерс был членом (на пару месяцев, с мая по июль) джаз-фьюжн группы Soft Machine, которая относилась к кентерберийской сцене, хотя он и не сделал записей с группой. Он записал альбом «Love Is» с группой The Animals, и провел большую часть середины семидесятых работая сессионным музыкантом у Кевина Эйерса, Кевина Койна и других артистов. Кроме того, он был членом группы Strontium 90, в которую помимо него вошли Стинг, Стюарт Коупленд и Майк Хоулетт.
Когда он вернулся в Лондон, он изменил свою фамилию с Сомерс на Саммерс.

### Период The Police
Саммерс достиг международного успеха в качестве гитариста группы The Police (когда он впервые встретился со Стингом и Коуплендом в 1977 году, ему было 35 лет, он был старше их почти на десятилетие), особенно на популярных хитах, таких как «Message in a Bottle», «Don’t Stand So Close to Me», и «Every Breath You Take». Саммерс был автором нескольких песен группы, таких, как «Omegaman» и «Mother», а его инструментальная «Behind My Camel» (на которой Стинг отказался играть) получила Грэмми в номинации «Лучшее инструментальное рок исполнение» в 1980 году. Хотя Стинг был основным вокалистом группы, Саммерс пел на некоторых песнях, в том числе «Be My Girl — Sally» (которую он написал в соавторстве) и «Mother».

### После The Police
После распада The Police в 1984 году Саммерс продолжил свою музыкальную карьеру, он записал двенадцать сольных альбомов, сотрудничал со многими другими музыкантами, активно гастролировал под собственным именем. Журнал Guitar Player Magazin признавал его лучшим поп-гитаристом в течение пяти лет, в качестве сольного исполнителя и в сотрудничестве с другими музыкантами. Он также развил свою карьеру как писатель (книг и эссе) и фотограф.

## Дискография

### Студийные альбомы
- Love Is — 1968 (вместе с The Animals)
- Matching Head and Feet — 1975 (вместе с Кевином Койном)
- Sarabande — 1976 (вместе с Джоном Лордом)
- Outlandos d’Amour — 1978 (вместе с The Police)
- Reggatta de Blanc — 1979 (вместе с The Police)
- Zenyatta Mondatta — 1980 (вместе с The Police)
- Ghost in the Machine — 1981 (вместе с The Police)
- I Advance Masked — 1982 (вместе с Робертом Фриппом)
- Synchronicity — 1983 (вместе с The Police)
- Bewitched — 1984 (вместе с Робертом Фриппом)
- XYZ — 1987
- Mysterious Barricades — 1988
- The Golden Wire — 1989
- Charming Snakes — 1990
- World Gone Strange — 1991
- Invisible Threads — 1993 (вместе с John Etheridge)
- Synaesthesia — 1996
- The Last Dance of Mr. X — 1997
- Strings of Desire — 1998 (вместе с Victor Biglione)
- Green Chimneys: The Music of Thelonious Monk — 1999
- Peggy’s Blue Skylight — 2000 (вместе с Деборой Харри, которая исполнила вокал на «Weird Nightmare»)
- Earth + Sky — 2004
- Splendid Brasil — 2005 (вместе с Victor Biglione)
- First You Build a Cloud — 2007 (вместе с Ben Verdery)